# Linde (Heiligenhaus)
Linde ist ein Ortsteil von Heiligenhaus in der Stadt Overath im Rheinisch-Bergischen Kreis in Nordrhein-Westfalen, Deutschland.

## Lage und Beschreibung
Linde ist ein kleiner, von Feldern umgebener Ortsteil westlich von Overath und nördlich der Bensberger Straße. Er wächst mit dem Ortsteil Großschwamborn zu einem gemeinsamen Siedlungsgebiet zusammen.  Linde ist am besten über die Alte Kölner Straße und den Linder Weg zu erreichen. Orte in der Nähe sind Eichen, Kleinschwamborn und Großdorbusch.

## Geschichte
Die Topographia Ducatus Montani des Erich Philipp Ploennies, Blatt Amt Steinbach, belegt, dass der Wohnplatz bereits 1715 zwei Hofstellen besaß, die als Linden beschriftet sind. Carl Friedrich von Wiebeking benennt die Hofschaft auf seiner Charte des Herzogthums Berg 1789 als Linden. Aus ihr geht hervor, dass der Ort zu dieser Zeit Teil der Honschaft Heiliger im Kirchspiel Overath war.
Der Ort ist auf der Topographischen Aufnahme der Rheinlande von 1817 als Linde verzeichnet. Die Preußische Uraufnahme von 1845 zeigt den Wohnplatz ebenfalls unter dem Namen Linde. Ab der Preußischen Neuaufnahme von 1892 ist der Ort auf Messtischblättern regelmäßig als Linde verzeichnet.
1822 lebten 17 Menschen im als Hof kategorisierten Ort, der nach dem Zusammenbruch der napoleonischen Administration und deren Ablösung zur Bürgermeisterei Overath im Kreis Mülheim am Rhein gehörte. Für das Jahr 1830 werden für den als Linde bezeichneten Ort 24 Einwohner angegeben. Der 1845 laut der Uebersicht des Regierungs-Bezirks Cöln als Hof kategorisierte Ort besaß zu dieser Zeit fünf Wohngebäude mit 25 Einwohnern, alle katholischen Bekenntnisses.
Die Liste Einwohner und Viehstand von 1848 zählt in Linde 23 Bewohner, darunter acht Kinder. Sie nennt Namen und Berufe der Haushaltungsvorstände, alles Ackerer: Wittib Joseph Eisenkremer (1 Ochse, 2 Kühe, 1 Rind), Heinrich Küpper (2 Kühe, 1 Rind, 1 Schwein), Peter Müller (1 Ochse, 1 Kuh, 2 Rinder, 1 Schwein), Heinrich Prumbaum (1 Ochse, 1 Kuh, 1 Rind, 1 Kalb, 1 Schwein) und Wilhelm Trompeter (1 Ochse, 1 Kuh). Gesinde wird nicht aufgeführt.
Die Gemeinde- und Gutbezirksstatistik der Rheinprovinz führt Linde 1871 mit drei Wohnhäusern und elf Einwohnern auf. Im Gemeindelexikon für die Provinz Rheinland von 1888 werden für Linde bei Heiligenhaus drei Wohnhäuser mit 15 Einwohnern angegeben. 1895 besitzt der Ort vier Wohnhäuser mit 18 Einwohnern. 1905 werden zehn Wohnhäuser und 49 Einwohner angegeben.